# Persone di cognome Vitale
| Questa pagina contiene informazioni ricavate automaticamente dalle voci biografiche con l'ausilio del template Bio e di un bot. L'aggiornamento è periodico e automatico e ricostruisce completamente la pagina. Se manca una persona in questa lista, sei pregato di non aggiungerla, ma accertati piuttosto che la sua voce biografica contenga il template Bio e che i dati anagrafici siano correttamente compilati. Se il template Bio manca, inseriscilo tu stesso o, in alternativa, metti l'avviso {{tmp\|Bio}} che ne segnala la mancanza. Se i dati riportati sono sbagliati, correggi direttamente la voce biografica; le modifiche saranno visibili in questa lista entro pochi giorni. Per chiarimenti vedi il progetto antroponimi. La lista contiene solo le 56 persone che sono citate nell'enciclopedia e per le quali è stato implementato correttamente il template Bio. Pagina aggiornata al 23 lug 2025. |

Questa è una lista di persone presenti nell'enciclopedia che hanno il cognome Vitale, suddivise per attività principale.

## Allenatori di calcio(1)
- Cesare Vitale, allenatore di calcio e ex calciatore italiano (Bitonto, n. 1956)

## Allenatori di pallacanestro(1)
- Dick Vitale, allenatore di pallacanestro e telecronista sportivo statunitense (Passaic, n. 1939)

## Arcieri(1)
- Marco Vitale, arciere italiano (Gaeta, n. 1981)

## Attori(1)
- Mario Vitale, attore cinematografico italiano (Salerno, n. 1928 - Salerno, † 2003)

## Attrici(2)
- Milly Vitale, attrice italiana (Roma, n. 1932 - Roma, † 2006)
- Lidia Vitale, attrice italiana (Roma, n. 1972)

## Avvocati(1)
- Marco Vitale, avvocato italiano (Cava de' Tirreni, n. 1631 - Napoli, † 1647)

## Calciatori(3)
- Julián Vitale, calciatore argentino (Buenos Aires, n. 1995)
- Luigi Vitale, ex calciatore italiano (Castellammare di Stabia, n. 1987)
- Mattia Vitale, calciatore italiano (Bologna, n. 1997)

## Calciatrici(1)
- Francesca Vitale, ex calciatrice italiana (Milano, n. 1992)

## Cantanti(1)
- Grazia Vitale, cantante italiana (Torino, n. 1959)

## Compositori(1)
- Alfonso Vitale, compositore, teorico della musica e religioso italiano (Angri, n. 1937 - Salerno, † 2018)

## Diplomatici(1)
- Guido Vitale, diplomatico, linguista e sinologo italiano (Torre Annunziata, n. 1872 - Napoli, † 1918)

## Direttori d'orchestra(1)
- Edoardo Vitale, direttore d'orchestra italiano (Napoli, n. 1872 - Roma, † 1948)

## Dirigenti sportivi(1)
- Aldo Vitale, dirigente sportivo italiano (Fiume, n. 1931 - † 2023)

## Economisti(1)
- Guido Roberto Vitale, economista italiano (Vercelli, n. 1937 - Milano, † 2019)

## Farmaciste(1)
- Caterina Vitale, farmacista e chimica maltese (Grecia, n. 1566 - Siracusa, † 1619)

## Filologi(1)
- Maurizio Vitale, filologo italiano (Milano, n. 1922 - Milano, † 2021)

## Fisici(1)
- Raoul Gregory Vitale, fisico, musicologo e storico siriano (Latakia, n. 1928 - † 2003)

## Ingegneri(1)
- Ettore Vitale, ingegnere italiano (Napoli, n. 1844 - Napoli, † 1935)

## Letterati(1)
- Giuseppe Fedele Vitale, letterato, medico e presbitero italiano (Gangi, n. 1734 - Gangi, † 1789)

## Mafiosi(4)
- Giovanbattista Vitale, mafioso italiano (Palermo, n. 1925 - † 1974)
- Leonardo Vitale, mafioso e collaboratore di giustizia italiano (Palermo, n. 1941 - Palermo, † 1984)
- Manlio Vitale, mafioso italiano (Roma, n. 1949)
- Vito Vitale, mafioso italiano (Partinico, n. 1959)

## Militari(2)
- Vincenzo Vitale, militare italiano (Atripalda, n. 1908 - Gondar, † 1941)
- Vincenzo Vitale, militare italiano (Palermo, n. 1913 - Don Deresowka, † 1942)

## Monaci cristiani(1)
- Orderico Vitale, monaco cristiano e storico inglese (Atcham, n. 1075 - Saint-Evroult, † 1142)

## Nuotatrici(1)
- Federica Vitale, nuotatrice italiana (Roma, n. 1983)

## Patrioti(1)
- Emmanuele Vitale, patriota, militare e notaio maltese (Rabat, n. 1758 - Gozo, † 1802)

## Personaggi televisivi(1)
- Paride Vitale, personaggio televisivo italiano (Pescasseroli, n. 1977)

## Pianisti(1)
- Vincenzo Vitale, pianista italiano (Napoli, n. 1908 - Napoli, † 1984)

## Pittori(2)
- Antonio Vitale, pittore italiano (Barletta, n. 1968)
- Filippo Vitale, pittore italiano (Napoli, n. 1585 - † 1650)

## Poetesse(1)
- Ida Vitale, poetessa, traduttrice e saggista uruguaiana (Montevideo, n. 1923)

## Poeti(1)
- Nicola Vitale, poeta, saggista e pittore italiano (Milano, n. 1956)

## Politici(6)
- Antonio Vitale, politico italiano (Santa Maria Capua Vetere, n. 1933 - † 2005)
- Carlo Vitale, politico italiano (n. 1930 - † 1973)
- Giuseppe Vitale, politico italiano (Locri, n. 1923 - † 2013)
- Giuseppe Vitale, politico italiano (Caltagirone, n. 1935)
- Lino Vitale, politico italiano (Vinchiaturo, n. 1921 - Campobasso, † 1996)
- Silvio Vitale, politico e avvocato italiano (Napoli, n. 1928 - † 2005)

## Rapper(1)
- Russ, rapper, cantante e produttore discografico statunitense (Secaucus, n. 1992)

## Registi(1)
- Tony Vitale, regista, scenografo e produttore cinematografico statunitense (New York, n. 1964)

## Sciatori alpini(1)
- Flavio Vitale, sciatore alpino francese (n. 2005)

## Scrittori(2)
- Joseph Vitale, scrittore e musicista statunitense (Niles, n. 1953)
- Salvo Vitale, scrittore e poeta italiano (Cinisi, n. 1943)

## Soprani(1)
- Maria Vitale, soprano italiano (n. 1924 - Milano, † 1984)

## Storici(1)
- Massimo Adolfo Vitale, storico e romanziere italiano (Torino, n. 1885 - Civitavecchia, † 1968)

## Surfiste(1)
- Valentina Vitale, surfista italiana (n. 1984)

## Teologi(1)
- Giano Vitale, teologo e poeta italiano (Palermo, n. 1485 - Roma, † 1560)

## Velociste(1)
- Ilenia Vitale, velocista italiana (Palmanova, n. 1995)

## Vescovi cattolici(2)
- Serafino Vitale, vescovo cattolico italiano (Cava de' Tirreni, n. 1738 - Cava de' Tirreni, † 1801)
- Ottavio Vitale, vescovo cattolico italiano (Grottaglie, n. 1959)

## Senza attività specificata(1)
- Serena Vitale, slavista, scrittrice e traduttrice italiana (Brindisi, n. 1945)